# Liste der Biografien/Mero
Liste der Biografien |
Portal Biografien |
Personensuche
# |
A |
B |
C |
D |
E |
F |
G |
H |
I |
J |
K |
L |
M |
N |
O |
P |
Q |
R |
S |
T |
U |
V |
W |
X |
Y |
Z |
?
 
Ma |
Mb |
Mc |
Md |
Me |
Mf |
Mg |
Mh |
Mi |
Mj |
Mk |
Ml |
Mm |
Mn |
Mo |
Mp |
Mq |
Mr |
Ms |
Mt |
Mu |
Mv |
Mw |
Mx |
My |
Mz
 
Mea–Mee |
Mef |
Meg |
Meh |
Mei |
Mej |
Mek |
Mel |
Mem |
Men |
Meo |
Mep |
Mer |
Mes |
Met |
Meu |
Mev |
Mew |
Mex |
Mey |
Mez
 
Mera |
Merb |
Merc |
Merd |
Mere |
Merf |
Merg |
Merh |
Meri |
Merj |
Merk |
Merl |
Merm |
Mern |
Mero |
Merr |
Mers |
Mert |
Meru |
Merv |
Merw |
Merx |
Mery |
Merz
Die Liste der Biografien führt alle Personen auf, die in der deutschsprachigen Wikipedia einen Artikel haben. Dieses ist eine Teilliste mit 48 Einträgen von Personen, deren Namen mit den Buchstaben „Mero“ beginnt.

## Mero
- Mero (* 2000), deutscher RapperMero (* 2000)

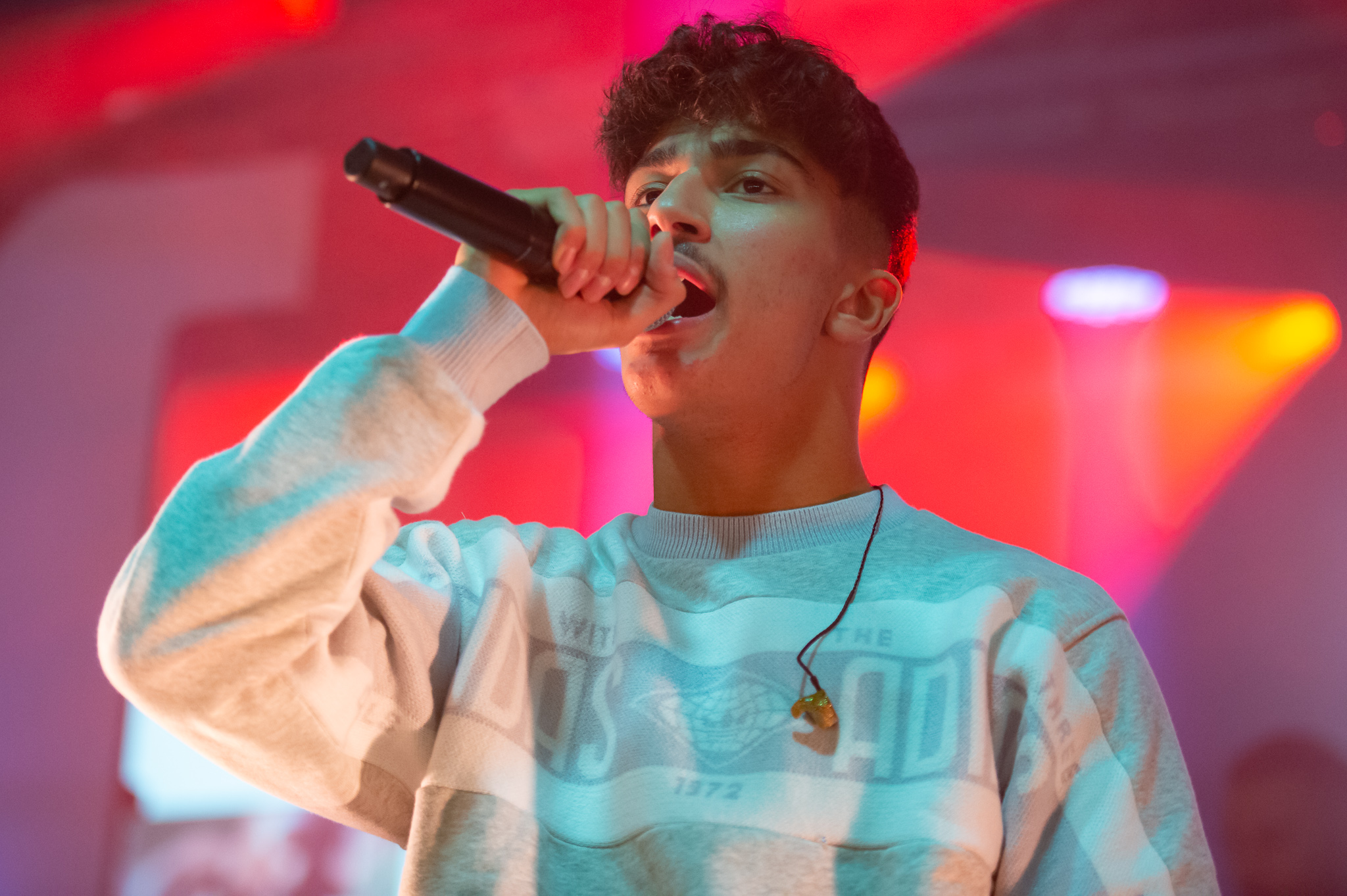
Mero (* 2000)

- Mero, Joel (* 1995), finnischer Fußballspieler
- Mérő, László (* 1949), ungarischer Mathematiker und Psychologe
- Mero, Marc (* 1960), US-amerikanischer Wrestler
- Mero, Modest (* 1959), tansanischer Diplomat
- Mero, Mohamed Moustafa (1941–2020), syrischer Politiker, Ministerpräsident der Republik Syrien (2000–2003)
- Mero, Rena (* 1967), US-amerikanische Wrestlerin, Schauspielerin und Fotomodel

### Merob
- Merobaudes, Flavius, römischer Offizier und lateinischer Dichter
- Merobaudes, Flavius, römischer Offizier fränkischer Herkunft

### Merod
- Merode und Montfort, Philipp Franz von (1669–1742), k.k. Kämmerer und Geheimer Rat, Staatsrat im niederländischen Gremium, Erb-Oberjägermeister im Herzogtum Brabant
- Merode zu Houffalize, Alexander Hermann von (1742–1792), Dompropst in Hildesheim und Domherr in verschiedenen Bistümern
- Merode zu Merfeld, Karl Viktor von (1782–1852), Domherr in Münster
- Merode zu Schloßberg, Johanna von († 1532), Burgherrin der Burg Stolberg
- Merode, Alexandre de (1934–2002), belgisches IOC-Mitglied
- Mérode, Antoinette de (1828–1864), Fürstin von Monaco
- Merode, Carl von (1853–1909), österreichischer Genremaler
- Merode, Charles-Louis Prinz von (* 1948), Prinz von Merode, Ritter des Orden vom Goldenen Vlies
- Mérode, Cléo de (1875–1966), französische Ballett-Tänzerin
- Merode, Emmanuel de (* 1970), belgischer Adliger, Naturschützer
- Mérode, Félix de (1791–1857), belgischer Staatsmann
- Merode, Jean de († 1633), kaiserlicher General
- Mérode, Willem de (1887–1939), niederländischer Dichter
- Merode-Montfort, Johann Karl Joseph von (1719–1774), Feldzeugmeister, Träger des Goldenen Vließ
- Mérode-Westerloo, Charles de (1824–1892), belgischer Politiker und Senatspräsident
- Merode-Westerloo, Henri de (1856–1908), belgischer Politiker, langjähriger Außenminister und Senatspräsident
- Merode-Westerloo, Jean Philippe Eugène de (1674–1732), kaiserlicher Feldmarschall

### Merof
- Meroff, Benny († 1973), US-amerikanischer Jazz-Musiker und Bigband-Leader

### Merog
- Merogaisus, fränkischer König

### Meroi
- Meroi, Nives (* 1961), italienische BergsteigerinNives Meroi (* 1961)

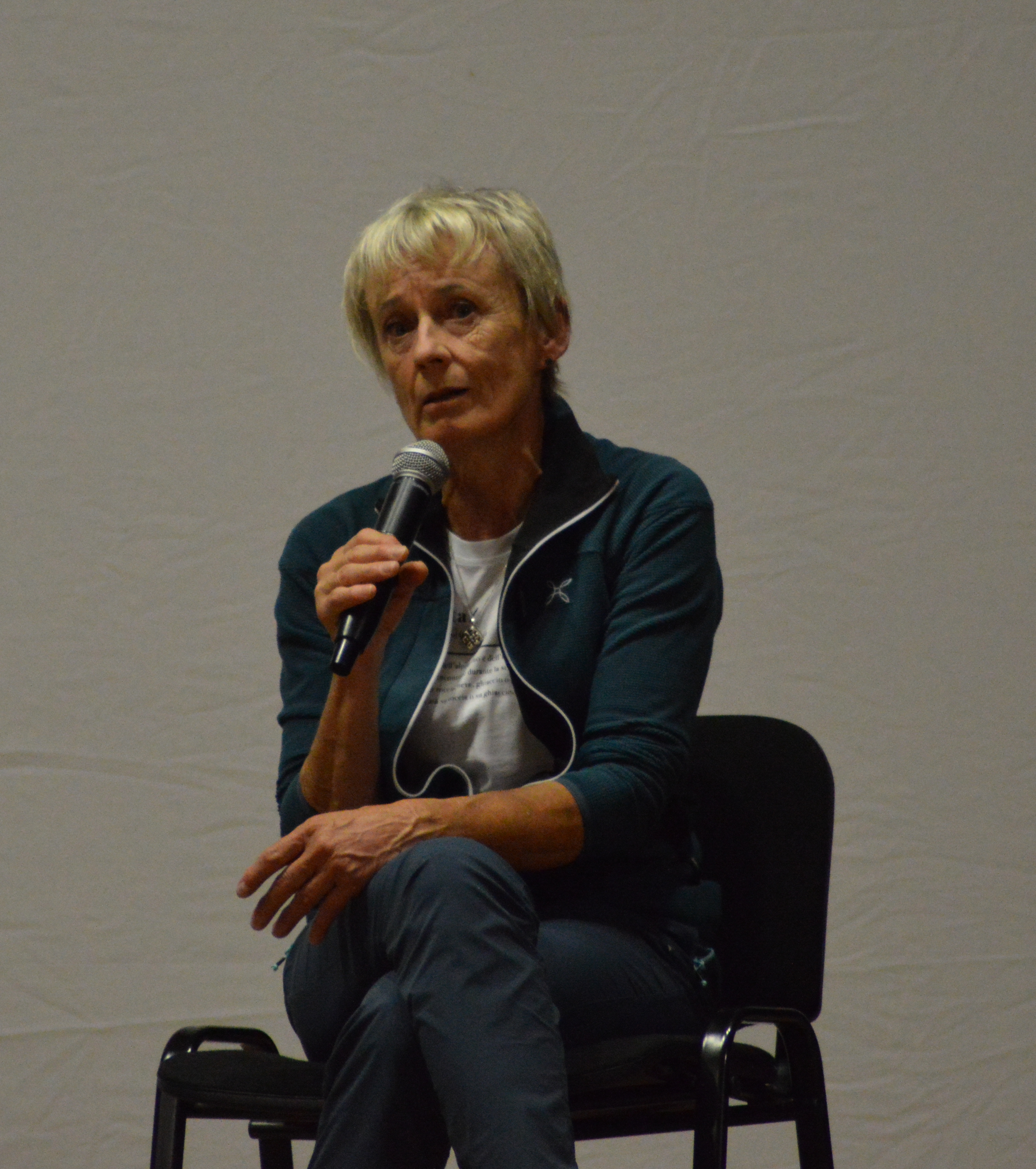
Nives Meroi (* 1961)

### Merol
- Merola, Mario (1934–2006), neapolitanischer Sänger und Schauspieler
- Merolle, Sergio (* 1926), italienischer Filmproduzent

### Meron
- Meron, Neil (* 1955), US-amerikanischer Filmproduzent
- Meron, Nomi (1924–2019), Überlebende des NS-Regimes, Musikpädagogin und Zeitzeugin
- Meron, Theodor (* 1930), israelisch-amerikanischer Jurist, Präsident des Mechanismus für die UN-StrafgerichtshöfeTheodor Meron (* 1930)

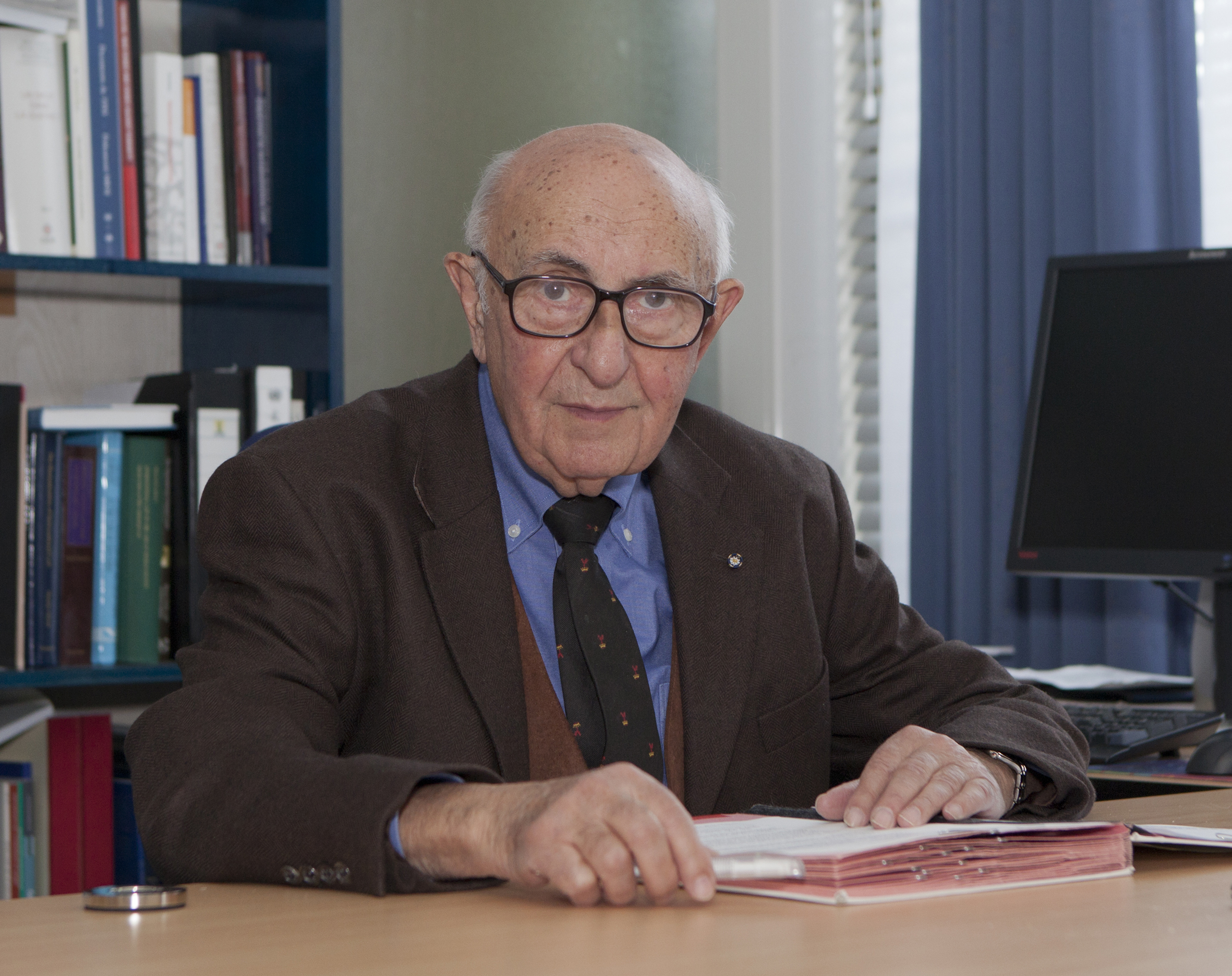
Theodor Meron (* 1930)

- Méron-Minuth, Sylvie, französische Romanistin
- Meroni, Gigi (1943–1967), italienischer Fußballspieler
- Meroni, Lara (* 2003), Schweizer Fußballspielerin

### Meror
- Merores, Margarete (1881–1959), österreichisch-britische Historikerin
- Meroro, David (1917–2004), namibischer Politiker

### Meros
- Merosi, Giuseppe (1872–1956), italienischer Automobil-Konstrukteur

### Merot
- Merot, Peter (* 1848), französisch-deutscher Brauereibesitzer und Politiker
- Mérot, Pierre (* 1959), französischer Schriftsteller
- Meroth, Ekkehart (* 1957), deutscher Bürgermeister und Kommunalpolitiker

### Merow
- Merowech, König der Salfranken (um 450/460)
- Merowech II. († 577), merowingischer Königssohn

### Meroy
- Méroy, Martin, französischer Journalist und Autor

### Meroz
- Meroz, Ronit (* 1970), israelische Hochschullehrerin, Kabbalistin, Judaistin, Autorin
- Meroz, Yohanan (1920–2006), deutschstämmiger Diplomat des Staates Israel, Botschafter in der Bundesrepublik Deutschland